# Загребачка успињача
Загребачка успињача је успињача којом управља ЗЕТ, која се налази у Томићевој улици, која повезује Илицу (Доњи Град) са Штросмајеровим шеталиштем на северу (Горњи Град). Његова дужина од 66 метара чини је једном од најкраћих успињача јавног превоза на свету. 

## Историја
1888. Д. В. Клајн је добио концесију за изградњу успињаче у Загребу. Успињача је изграђена и пуштена у рад 1890. Успињачу је покретала парна машина. У почетку је притисак паре био толико низак, а поправке толико честе, да је скоро половину времена остајала ван употребе.  1934. њен парни погон је замењен електромотором . 
1969. рад успињаче је обустављен из безбедносних разлога: њени системи су били истрошени. Поправке су трајале четири и по године, а поново је пуштена у рад 26. јула 1974. 
Имајући у виду да је задржао свој првобитни облик, добио је законску заштиту као споменик културе.
20. јануара 2025. успињача је затворена за рад до марта 2026. због потпуног ремонта који обухвата замену пруге са антивибрационим облогама, уградњу новог трофазног електромотора, замену вучног ужета, нове климатизоване кабине, приступ за особе са инвалидитетом обема станицама и кабинама, као и побољшања система грејања, вентилације и климатизације на обе станице. 

## Техничке карактеристике
Успињача има два вагона за по 28 путника (16 седећих и 12 стајаћих места). Саобраћа брзином од 15 м/с, што захтева 64 секунде да се пређе дистанца. Вожње су заказане на сваких 10 минута сваког дана од 6:30 до 24:00. 
Електрични мотор се налази у северној (горњој) станици. Има излазну снагу од 285 kW (382 КС), ради на једносмерној струји од 400 V, са 720 обртаја у минути.